# 海神盔蝦亞科
海神盔蝦亞科（學名：Aegirocassisinae）是赫德虾科底下唯一一個亞科，由海神盔蝦屬和偽窄齒蝦屬兩個物種組成的其實兩個物種都很相似，例如：生活在奧陶紀的早期、有著類似篩子的附肢和懸浮在水中的食物顆粒為食。由蓋坦·J·M·波廷等人共同在2023年提出的想法。